# Frøken Midnat
Frøken Midnat (originaltitel Mademoiselle Midnight) er en amerikansk stumfilm fra 1924 af Robert Z. Leonard.

## Medvirkende
- Mae Murray som Renée de Gontran / Renée de Quiros
- John St. Polis som de Gontran
- Paul Weigel som Napoleon III
- Earl Schenck som Maximilian
- Clarissa Selwynne som Eugénie de Montijo
- J. Farrell MacDonald som Duc de Moing
- Monte Blue som Owen Burke / Jerry Brent
- Robert McKim som João / Manuel Corrales